# Abdelaziz Errachidi
Abdelaziz Errachidi (arabiska: عبد العزيز الراشدي), född i Zagora, Marocko den 1 augusti 1978, är en marockansk författare och journalist. Han är utbildad på universitetet i Marrakech, och bosatt i Agadir.
Errachidi har givit ut flera novellsamlingar, och 2006 kom hans första roman, Bado Ala Haffa ("Nomader på klippan"), för vilken han tilldelades Acharika-priset i Förenade Arabemiraten. För sina noveller har han också vunnit flera priser. Han var en av de 39 arabiska författare under 40 år som valdes ut till antologin Beirut 39, huvudprojektet när Beirut var Unescos bokhuvudstad 2009.